# Грчка Држава
Грчка Држава (Хеленска Држава) је назив за марионетску државу под контролом сила Осовине која је постојала од 1941. до 1944. године на подручју данашње Грчке.
Формирана је након окупације Грчке од стране Нацистичке Немачке, Фашистичке Италије и Бугарске. Подручје под бугарском окупацијом је анектирала Бугарска, док је на подручју под немачком и италијанском окупацијом формирана Грчка Држава. Након пораза сила Осовине у рату, Грчка Држава престаје да постоји и њена територија је укључена у обновљену независну Грчку.